# Renault Corbusier
Le Renault Corbusier est un concept car créé par Renault en 2015 pour rendre hommage à l'architecte Charles-Édouard Jeanneret-Gris, plus connu sous le pseudonyme de « Le Corbusier », mort en août 1965.

## Design
Sa face avant est caractérisée par des phares effilés et une calandre en X, avec un logo carré comme ça en haut, identique à celle des modèles de la marque DS. Elle ne préfigure aucune identité stylistique des futures Renault.